# 鐵路警察
铁路警察是负责维护鐵路交通治安管理秩序，预防和制止违法犯罪活动，防止治安灾害事故，保护铁路（或铁路）财产、设施、收入、设备（火车车厢和机车）和有关人员以及所运载的乘客和货物。铁路警察也可以执行公共轨道交通系统巡逻工作。
铁路警察由铁路的兴起而产生，其具体之权利职责因国家或地区而有所差异。中國的鐵路警察始于清朝创建铁路之初，在铁路督办下设“巡房局”，用以维护行车治安和保护铁路器材，但当时并没有铁路警察之名。

## 中国大陆
中国铁路运输的管理机构为中国铁道部，是中国铁路网络的大部分所有者，拥有庞大的铁路警察队伍：为主要的铁路枢纽和车站提供安全服务，并在铁路沿线提供安全保障。
他们的管辖范围延伸至铁道部财产的边界，但偶尔会与地方警力的管辖重叠，如果是发生在铁道部设施内的违法行为，或与铁道部运营相关的事件。中国铁路警察可以被视为由中央政府机构指挥的唯一一支民警部队，更准确地说是由铁道部指挥。它的分支机构与铁道部的铁路局平行分布，一段时间以来，它被视为铁道部的子公司，因为“铁路局”是一种具有混合性质的实体：既是政府机构又是企业。
因此，某些铁路警察机构将覆盖几个省级运营区域。例如，分部级的天津铁路警察部队将向地级的北京铁路警察局负责，尽管天津的常规警力与北京的地位相当。
尽管受公安部监督，但该部队的资金来源仅限于铁道部本身，因此常常因为保护铁道部的企业利益而受到批评。该部队受到地方警力被征用为个人或私人警卫队伍的批评，实际上反映了在某个层面上地方和中央政府之间的争议。